# Iruraiz-Gauna

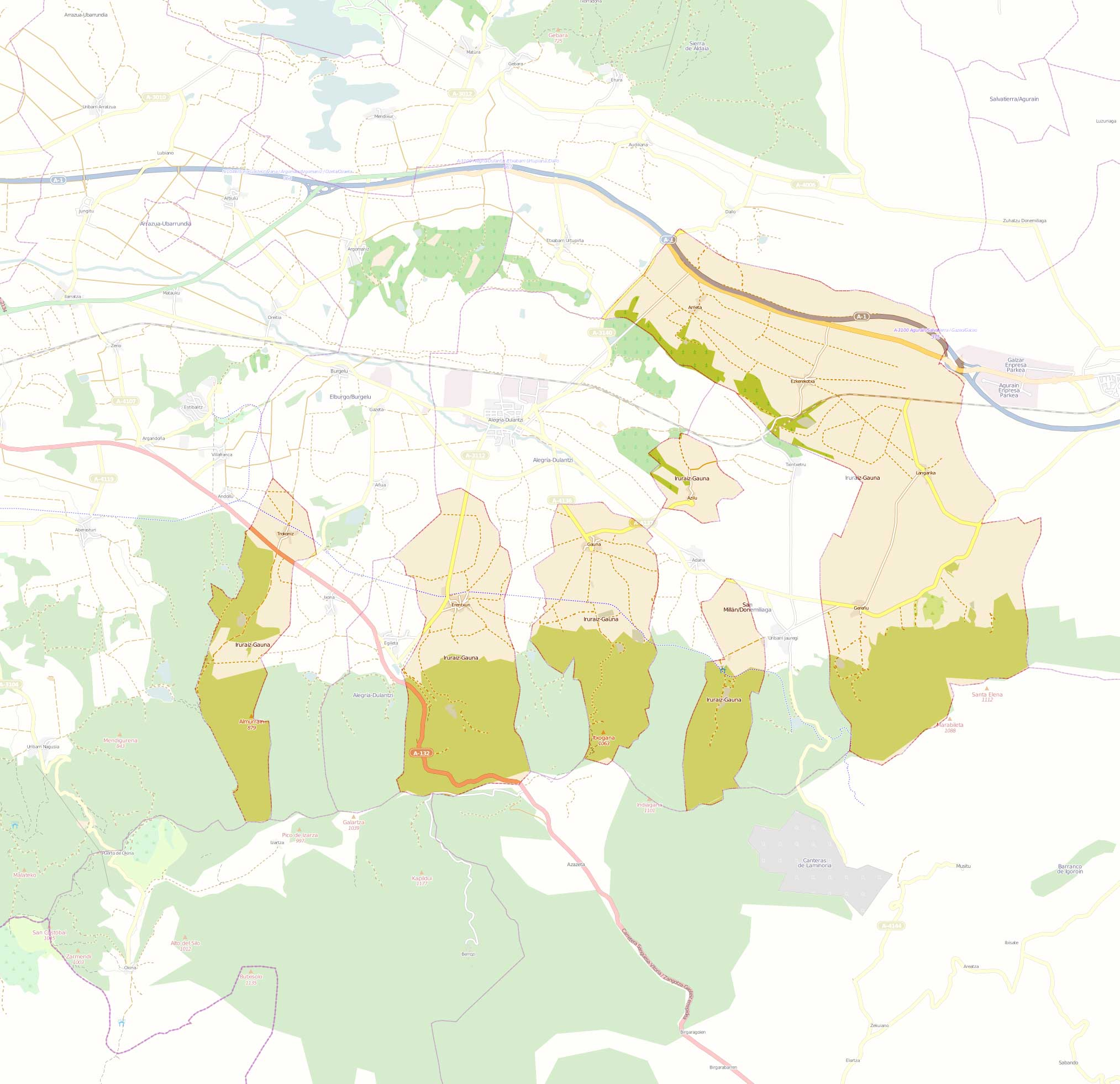
Iruraiz-Gauna

Iruraiz-Gauna en espagnol ou Iruraitz-Gauna en basque, est une commune d'Alava, dans la communauté autonome du Pays basque en Espagne.

## Hameaux
La commune comprend les hameaux suivants :
- Alaitza, concejo ;
- Arrieta (à différencier de Arrieta en Biscaye), concejo ;
- Azilu, concejo, chef-lieu de la commune ;
- Erentxun, concejo ;
- Ezkerekotxa, concejo ;
- Gauna, concejo ;
- Gazeo, concejo ;
- Gereñu, concejo ;
- Jauregi, concejo ;
- Langarika, concejo ;
- Trokoniz, concejo.